# 新洲镇 (津市市)
新洲镇，是中华人民共和国湖南省常德市津市市下辖的一个乡镇级行政单位。

## 行政区划
新洲镇下辖以下地区：
嘉山社区、孟姜女社区、万寿宫社区、长岭岗村、荷花堰村、黄林堰村、青山峪村、车胤村和九堰村。